# U-146 (1940)
| U-146                                                                                  | U-146 | U-146 |
| -------------------------------------------------------------------------------------- | --- | --- |
| U 146                                                                                  | | |
|                                                                                        | | |
| Однотипний з U-146 підводний човен U-2                                                 | | |
| Верф                                                                                   | Deutsche Werke, Кіль | Deutsche Werke, Кіль |
| Під прапором                                                                           | Третій Рейх | Третій Рейх |
| Належність                                                                             | Крігсмаріне | Крігсмаріне |
| Порт приписки                                                                          | Готенгафен, Берген, Кіль, Вільгельмсгафен                                                                                           | Готенгафен, Берген, Кіль, Вільгельмсгафен                                                                                           |
| Замовлення                                                                             | 25 вересня 1939 | 25 вересня 1939 |
| Закладений                                                                             | 30 березня 1940 | 30 березня 1940 |
| Спуск на воду                                                                          | 21 вересня 1940 | 21 вересня 1940 |
| Введений до складу флоту                                                               | 30 жовтня 1940 | 30 жовтня 1940 |
| На службі                                                                              | 1940—1945 | 1940—1945 |
| Загибель                                                                               | 5 травня 1945 року затоплений екіпажем у порту міста Вільгельмсгафен                                                                | 5 травня 1945 року затоплений екіпажем у порту міста Вільгельмсгафен                                                                |
| Сучасний статус                                                                        | розібраний на брухт | розібраний на брухт |
| Бойовий досвід                                                                         | Друга світова війна Битва за Атлантику                                                                                              | Друга світова війна Битва за Атлантику                                                                                              |
| Проєкт                                                                                 | | |
| Тип ПЧ                                                                                 | торпедний прибережний підводний човен                                                                                               | торпедний прибережний підводний човен                                                                                               |
| Основні характеристики                                                                 | | |
| Швидкість (надводна)                                                                   | 12,7 вузла | 12,7 вузла |
| Швидкість (підводна)                                                                   | 7,4 вузла | 7,4 вузла |
| Робоча глибина занурення                                                               | 80 м | 80 м |
| Гранична глибина занурення                                                             | 150 м | 150 м |
| Автономність плавання                                                                  | 56 миль (104 км) на швидкості 4 вузли (в підводному положенні) 5650 миль (10 460 км) на швидкості 8 вузлів (у надводному положенні) | 56 миль (104 км) на швидкості 4 вузли (в підводному положенні) 5650 миль (10 460 км) на швидкості 8 вузлів (у надводному положенні) |
| Екіпаж                                                                                 | 25 осіб | 25 осіб |
| Розміри                                                                                | | |
| Довжина найбільша (по КВЛ)                                                             | 43,97 м | 43,97 м |
| Ширина корпусу найб.                                                                   | 4,916 м | 4,916 м |
| Висота                                                                                 | 8,1 м | 8,1 м |
| Середня осадка (по КВЛ)                                                                | 3,93 м | 3,93 м |
| Водотоннажність надводна                                                               | 314 т | 314 т |
| Силова установка                                                                       | | |
| дизель-електрична; 2 дизельних двигуни MWM RS 127 S, 2 електродвигуни SSW PG VV 322/36 | | |
| Гвинти                                                                                 | 2 | 2 |
| Потужність                                                                             | 2 × 510 к.с. (дизелі) 2 × 370 к.с. (електродвигуни)                                                                                 | 2 × 510 к.с. (дизелі) 2 × 370 к.с. (електродвигуни)                                                                                 |
| Озброєння                                                                              | | |
| Торпедно- мінне озброєння                                                              | 3 носових ТА. 5 торпед або 12 TMA чи 18 TMB                                                                                         | 3 носових ТА. 5 торпед або 12 TMA чи 18 TMB                                                                                         |
| ППО                                                                                    | 1 × 20-мм зенітна гармата FlaK 30/38/Flakvierling                                                                                   | 1 × 20-мм зенітна гармата FlaK 30/38/Flakvierling                                                                                   |

U-146 — німецький прибережний підводний човен типу IID, що входив до складу Військово-морських сил Третього Рейху за часів Другої світової війни. Закладений 30 березня 1940 року на верфі № 275 компанії Deutsche Werke у Кілі, спущений на воду 21 вересня 1940 року. 30 жовтня 1940 року корабель увійшов до складу 1-ї навчальної флотилії ПЧ ВМС нацистської Німеччини. 5 травня 1945 року затоплений екіпажем у порту міста Вільгельмсгафен.

## Історія служби
U-146 належав до німецьких малих, так званих прибережних підводних човнів, типу IID, однієї з модифікацій типу субмарин Третього Рейху. Службу розпочав у складі 1-ї навчальної флотилії ПЧ, 1 січня 1941 року переведений до 22-ї флотилії ПЧ Крігсмаріне (школа підводників). 22 червня 1941 року включений до 3-ї бойової флотилії ПЧ Крігсмаріне, у складі якої з червня до 11 серпня 1941 року здійснив два бойових походи в Атлантику, під час яких потопив одне фінське судно. Згодом повернувся до школи підводників у Готенгафені.
5 травня 1945 року затоплений екіпажем у порту міста Вільгельмсгафен, рештки корабля підняті після війни та розібрані на брухт.

## Командири
- капітан-лейтенант Ебергард Гоффманн (30 жовтня 1940 — 6 квітня 1941)
- оберлейтенант-цур-зее Отто Ітес (7 квітня — 26 серпня 1941)
- лейтенант-цур-зее Евальд Гюльзенбек (27 серпня — жовтень 1941)
- оберлейтенант-цур-зее Вільгельм Грімме (жовтень 1941 — червень 1942)
- оберлейтенант-цур-зее Герт Гемайнер (червень — серпень 1942)
- оберлейтенант-цур-зее Юрген Ніссен (8 серпня — жовтень 1942)
- оберлейтенант-цур-зее Еріх Гільзеніц (2 листопада 1942 — 11 липня 1943)
- оберлейтенант-цур-зее Герберт Вальдшмідт (31 травня — 22 грудня 1944)
- оберлейтенант-цур-зее Гельмут Вюст (23 грудня 1944 — 9 березня 1945)
- оберлейтенант-цур-зее Карл Шаурот (10 березня — 5 травня 1945)

## Перелік уражених U-146 суден у бойових походах
| №                                                     | Дата           | Командир ПЧ     | Назва | Тип                | Належність | Водотоннажність (брт) | Вантаж                                               | Конвой | Результат та координати                                             | Наслідки атаки для екіпажу     | Прим. |
| ----------------------------------------------------- | -------------- | --------------- | ----- | ------------------ | ---------- | --------------------- | ---------------------------------------------------- | ------ | ------------------------------------------------------------------- | ------------------------------ | ----- |
| Перший похід (17.06—10.07.1941, 24 доби; Кіль—Берген) |                |                 |       |                    |            |                       |                                                      |        |                                                                     |                                |       |
| 1                                                     | 28 червня 1941 | Oblt. Отто Ітес | Pluto | суховантажне судно | Фінляндія  | 3 496                 | 4000 тонн зерна, 1114 тонн вугілля та 237 тонн нафти |        | потоплено 59°21′ пн. ш. 7°48′ зх. д. / 59.350° пн. ш. 7.800° зх. д. | 39 (3 загиблих та 36 вцілілих) |       |